# Међународни салон стрипа
Међународни салон стрипа (енгл. International Comics Festival) је догађај који организује и води Студентски културни центар (Београд), почев од 2003. године

## Програм Салона
Салон се одржава током последње недеље септембра, од четвртка до недеље. Програм се састоји од представљања стрип аутора, разних изложби и едукативних програма усмерених на популаризацију стрипа и сродних уметничких израза као што су анимација и илустрација. Саставни део фестивала је и отворени међународни стрип конкурс, са наградама у неколико категорија, укључујући признања за најмлађе учеснике (до 15 година старости) и гран при фестивала. Од 2004. године, фестивал додељује и Специјално признање за допринос српском стрипу.

## Добитници Специјалног признања за допринос српском стрипу
- 2004. Александар Зограф и Зоран Јањетов
- 2005. Бранислав Керац
- 2006. Жељко Пахек
- 2007. Жика Богдановић
- 2008. Срећко Јовановић
- 2009. Рајко Милошевић - Гера
- 2010. Новица Ђукић
- 2011. Новица Круљевић
- 2012. Петар Радичевић
- 2013. Лазо Средановић[1]
- 2014. Радивој Богичевић
- 2015. Здравко Зупан
- 2016. Градимир Смуђа
- 2017. Марко Стојановић (сценариста)[2]
- 2018. Алекса Гајић
- 2019. Љубомир Кљакић

## Добитници гран прија фестивала
- 2003. Небојша Цветковић (Србија)
- 2004. Маја Веселиновић (Србија)
- 2005. Мијат Мијатовић (Србија)
- 2006. Мирослав Марић (Србија)
- 2007. Синиша Бановић / Дејан Вујић (Србија)
- 2008. Алем Ћурин (Хрватска)
- 2009. Маријан Миреску / Кристијан Јоан Пакурарију (Румунија)
- 2010. Тихомир Челановић (Србија)
- 2011. Марко Стојановић / Јован Укропина (Србија)
- 2012. Алекса Гајић (Србија)
- 2013. Милош Славковић (Србија)
- 2014. Драгана Стојиљковић / Дражен Ковачевић (Србија)
- 2015. Ненад Пејчић / Игор Крстић (Србија)[3]
- 2016. Данијеле Ђардини (Италија) / Јелена Ђорђевић (Србија)[4]
- 2017. Дарко Мацан / Фран Струкан (Хрватска)
- 2018. Ђорђе Миловић (Србија)
- 2019. Драгана Купрешанин (Србија)

## Специјални гости салона
- 2004. Брајан Боланд (енгл. Brian Boland), (Уједињено Краљевство)[5]
- 2007. Игор Кордеј (Хрватска)[6]
- 2010. Енрике Санчес Абули (шп. Enrique Sánchez Abulí), (Барселона, Шпанија)
- 2011. Марко Ницоли (итал. Marco Nizzoli), (Италија)
- 2012. Роберт Крамб (енгл. Robert Crumb), Гилберт Шелтон (енгл. Gilbert Shelton)[7]
- 2015. Морено Буратини (итал. Moreno Burattini), (Италија)[8]
- 2016. Брајан Талбот (енгл. Bryan Talbot), (Уједињено Краљевство)
- 2018. Тони Фејзула